# Stanislav Samuhel
Stanislav Samuhel (ur. 1 sierpnia 1929 r. w Bańskiej Bystrzycy, zm. 1995) – słowacki taternik, przewodnik tatrzański, ratownik górski i fotograf tatrzański.
Stanislav Samuhel zaczął uprawiać taternictwo w 1956 roku, w 1962 roku rozpoczął pracę jako zawodowy ratownik górski i otrzymał uprawnienia przewodnickie. W tym samym roku na stałe zamieszkał pod Tatrami i rozpoczął działalność pisarską na tematy tatrzańskie. Jego artykuły były publikowane w słowackiej prasie taternickiej, wśród nich wyróżnia się serię artykułów o sławnych tatrzańskich ścianach, która w latach 1966–1968 publikowana była w czasopiśmie „Krásy Slovenska”. Samuhel jest także współautorem jubileuszowej książki Horská služba Vysoké Tatry 1950–1970", która opisuje 20-lecie działalności Tatrzańskiego Pogotowia Górskiego.
Od 1964 roku Samuhel zajął się fotografią górską. Jego zdjęcia przedstawiały m.in. tatrzańskie akcje ratunkowe i ściany tatrzańskie. Fotografie jego autorstwa umieszczane były w słowackich czasopismach i przewodnikach turystycznych.

## Ważniejsze tatrzańskie osiągnięcia wspinaczkowe
- pierwsze zimowe przejście grani Granatów Wielickich bez obejść, wraz z Vojtechem Korsákiem,
- pierwsze wejście zimowe na Małą Granacką Turnię, wraz z Korsákiem,
- pierwsze przejście lewym filarem południowo-zachodniej ściany Gerlacha.